# Spouwen
Spauwen, en néerlandais Spouwen, est une ancienne commune située dans la ville belge de Bilzen en Région flamande dans la province de Limbourg.
La commune de Spouwen a été créée le 1er janvier 1971 par la fusion de Grote-Spouwen, Kleine-Spouwen et Rijkhoven. Elle fut dissoute le 1er janvier 1977 lorsque ces trois anciennes communes furent rattachées à Bilzen. À ce moment-là, Spouwen comptait 3.347 habitants.